# (14170) 1998 VF6
1998 في أف 6 (ويعرف أيضًا باسم (14170) 1998 في أف 6 وفق تسمية الكوكب الصغير) (بالإنجليزية: 1998 VF6)‏ هو كويكب ضمن حزام الكويكبات؛ وترتيبه 14170 من حيث الاكتشاف.
اكتُشف هذا الجُرم الفلكي بواسطة تاكيشي أوراتا ‏ في 11 نوفمبر 1998.

## وصلات خارجية
- (14170) 1998 VF6 في قاعدة بيانات مختبر الدفع النفاث لأجرام النظام الشمسي الصغيرة

- الاكتشاف · مخطط المدار ·  العناصر المدارية · المعلمات المادية

- (14170) 1998 VF6 على موقع ويكي سكاي: DSS2, SDSS, GALEX, IRAS, Hydrogen α, X-Ray, Astrophoto, Sky Map, Articles and images